# Torre Shújov en Polibino
La Torre Shújov en Polibino es la primera estructura hiperboloide diagrid del mundo, diseñada en 1896 por el ingeniero estructural y arquitecto ruso Vladímir Shújov. La torre se encuentra hoy en la antigua finca del industrial Yuri Necháiev-Maltsov en la localidad rural de Polibino, en el Óblast de Lípetsk en Rusia.

## Historia

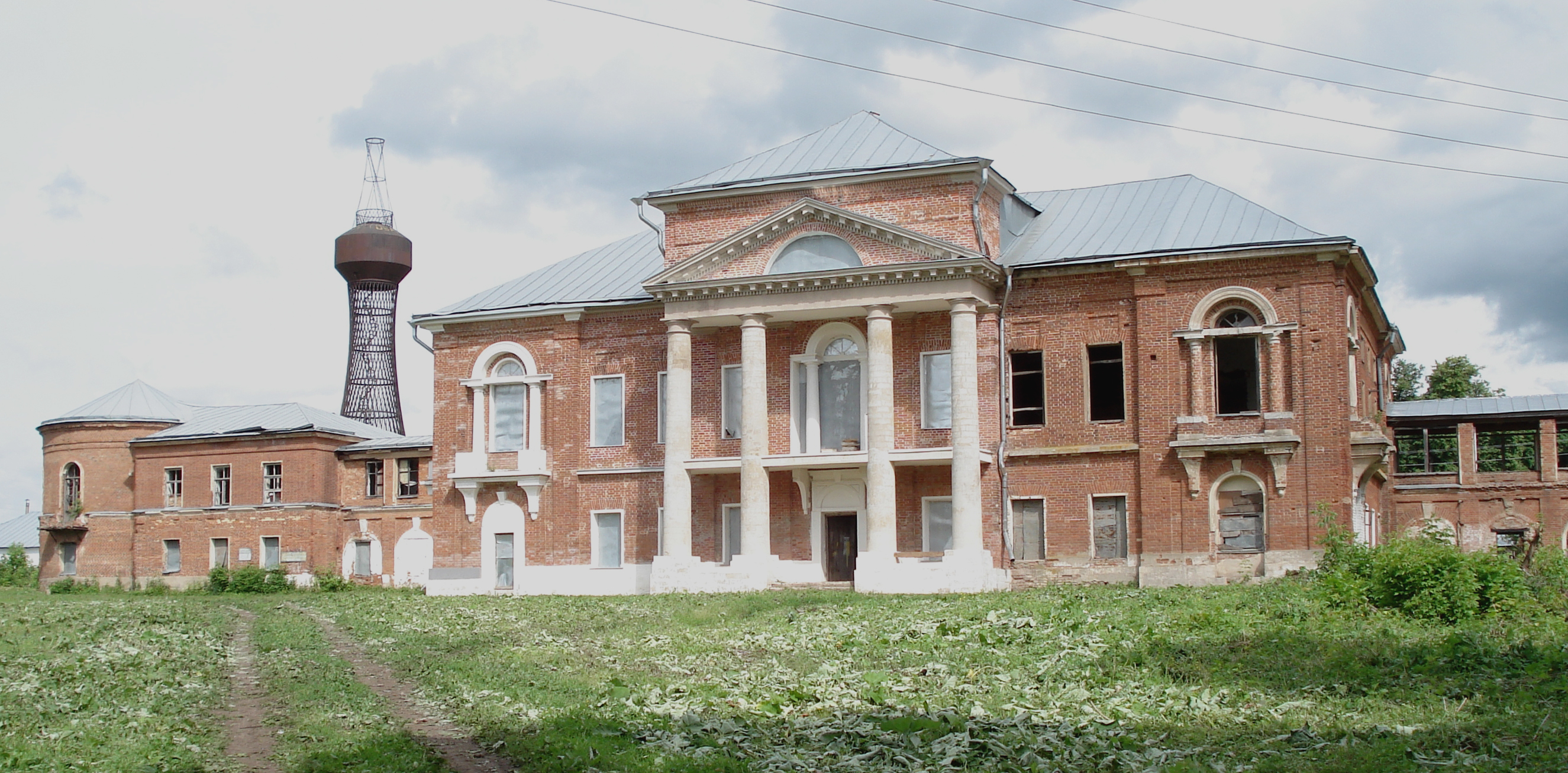
Palacio Necháiev en Polibino

Vladimir Shújov inventó las torres hiperboloides y también fue el primero en usarlas en la construcción. Para la Exposición industrial y de arte de toda Rusia (1896) celebrada en Nizhni Nóvgorod, construyó una torre de 37 metros de altura con entramado de acero de tipo diagrid, que se convirtió en la primera estructura hiperboloide del mundo. El hiperboloide reticular de acero atrajo la atención de los observadores europeos. En particular, la revista británica The Engineer publicó un artículo sobre la torre.
Una vez cerrada la exposición, la torre reticulada fue comprada por un destacado fabricante de cristalería y patrocinador artístico, Yuri Necháiev-Maltsov. Fue trasladado a su finca en Polibino, donde se ha conservado hasta ahora. El patrimonio se encuentra actualmente bajo protección estatal (nivel federal) como una antigua propiedad de la familia Necháiev. La finca consta de un palacio, jardín inglés, jardines geométricos, estanques y otros elementos paisajísticos.
En los años siguientes, Vladímir Shújov desarrolló numerosas estructuras utilizando varios tipos de hiperboloides de acero reticulados, y los utilizó en cientos de torres de agua, faros marinos, mástiles de buques de guerra y soportes para líneas de transmisión de energía. Estructura hiperboloides similares aparecieron en el extranjero solo diez años después del invento de Shújov.

## Fotos

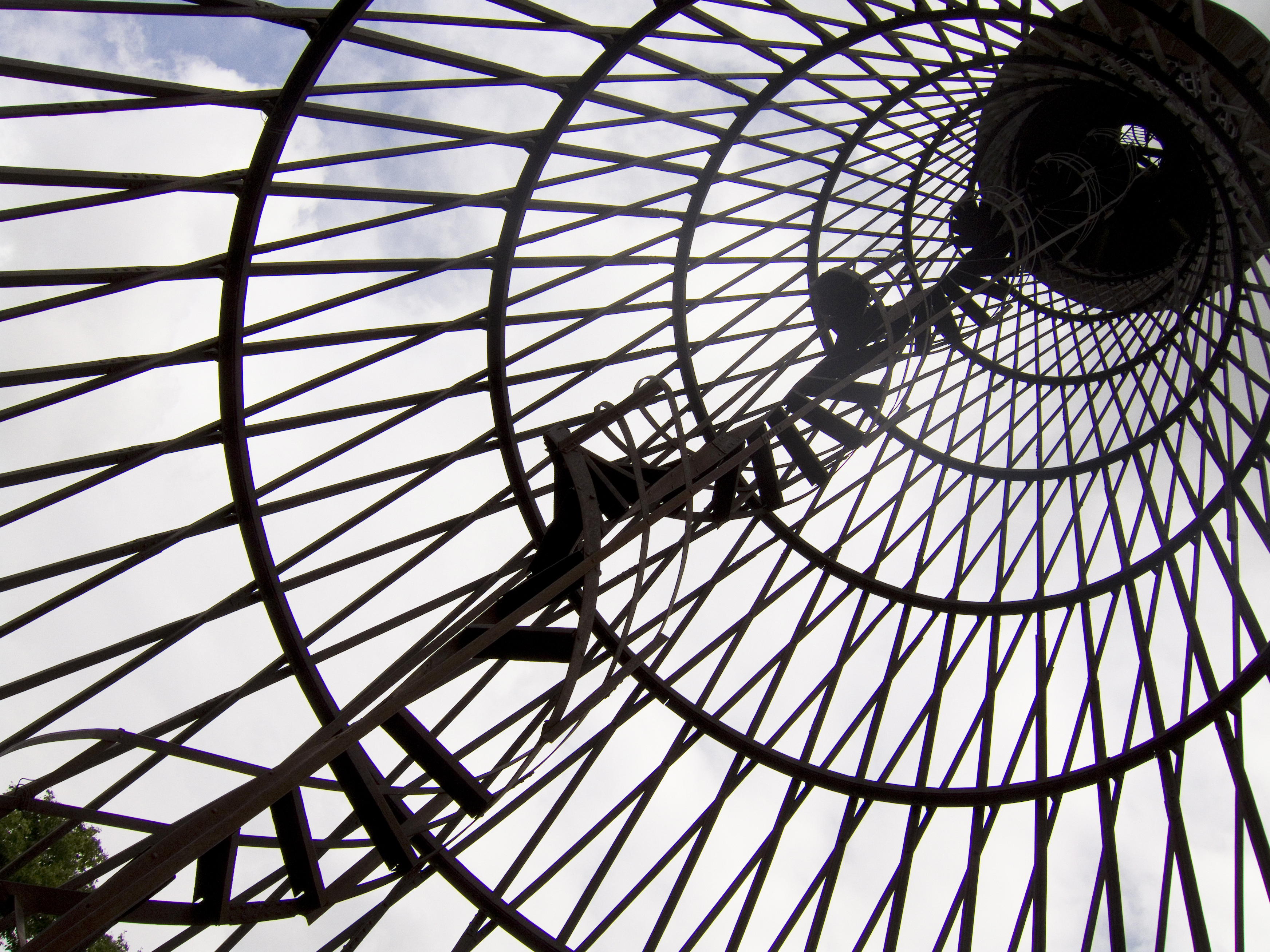
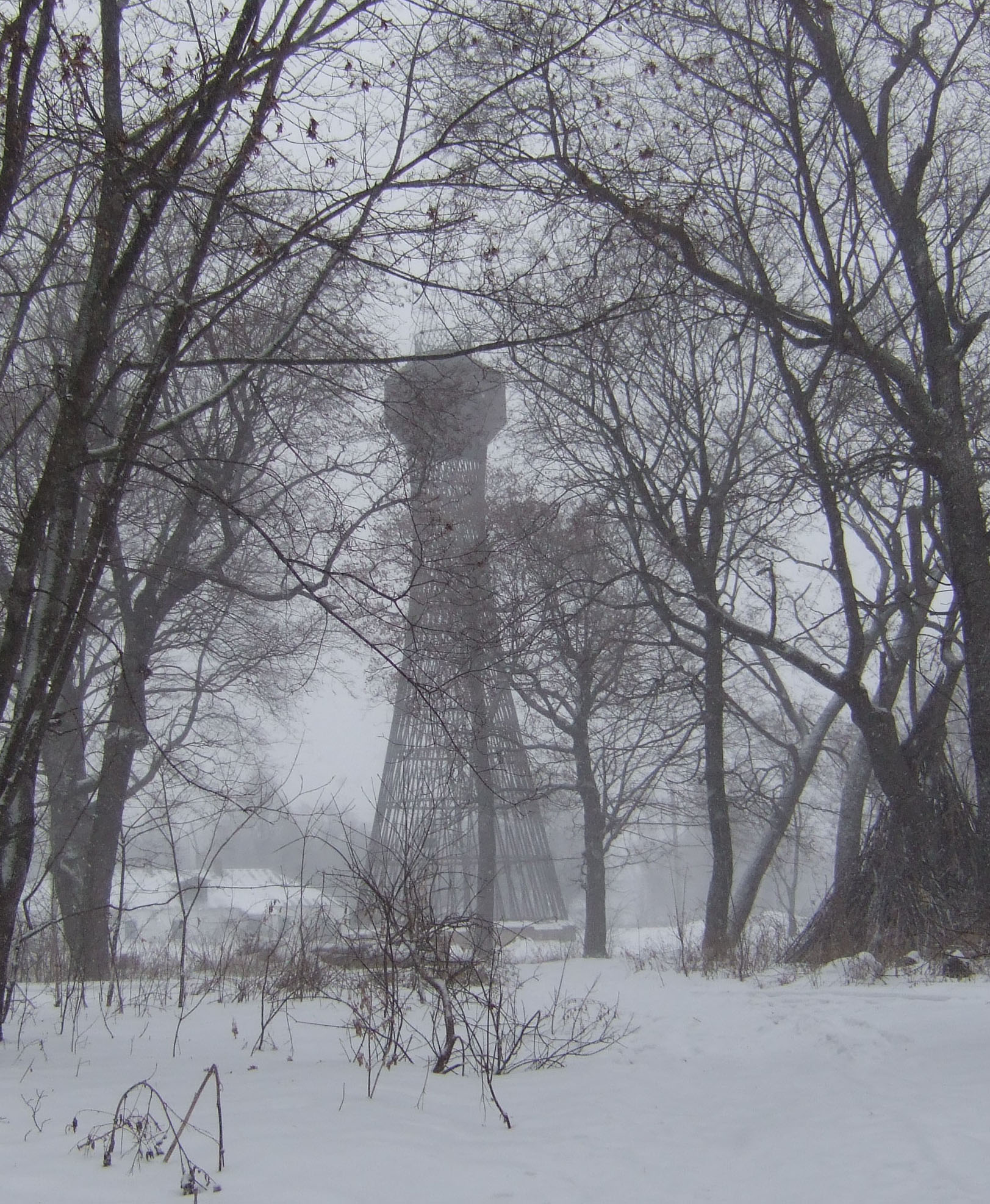
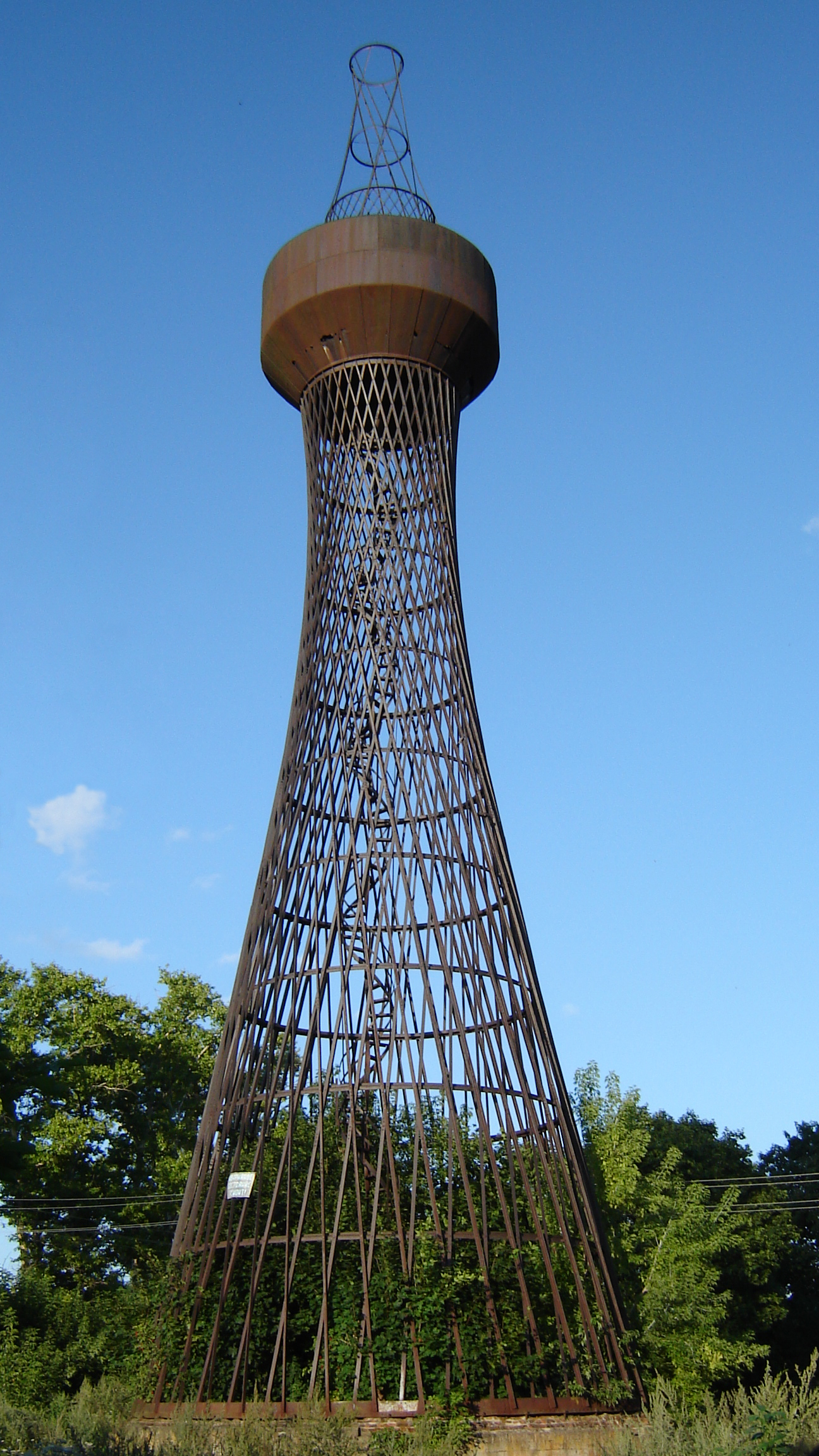
2006
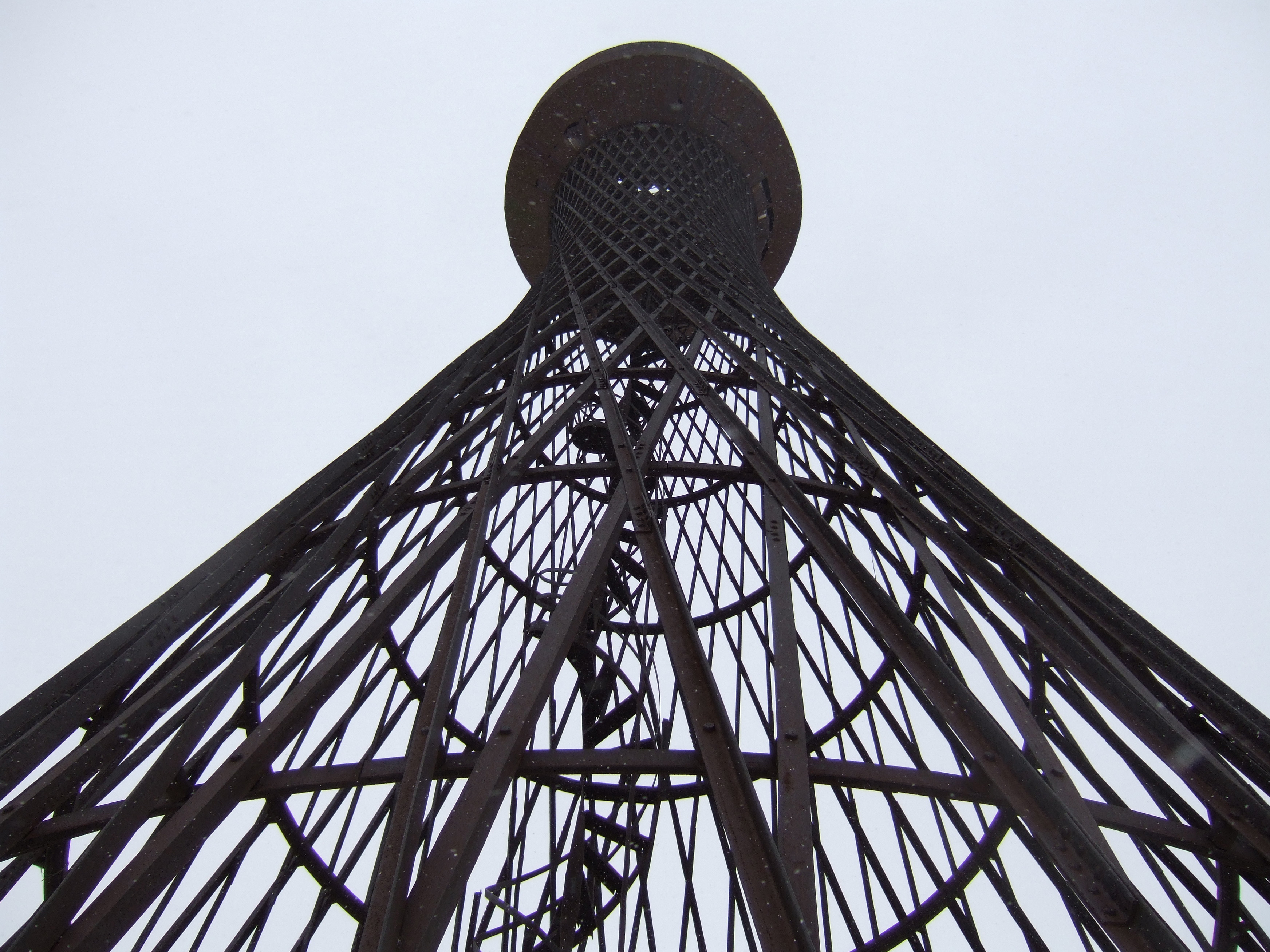
2008
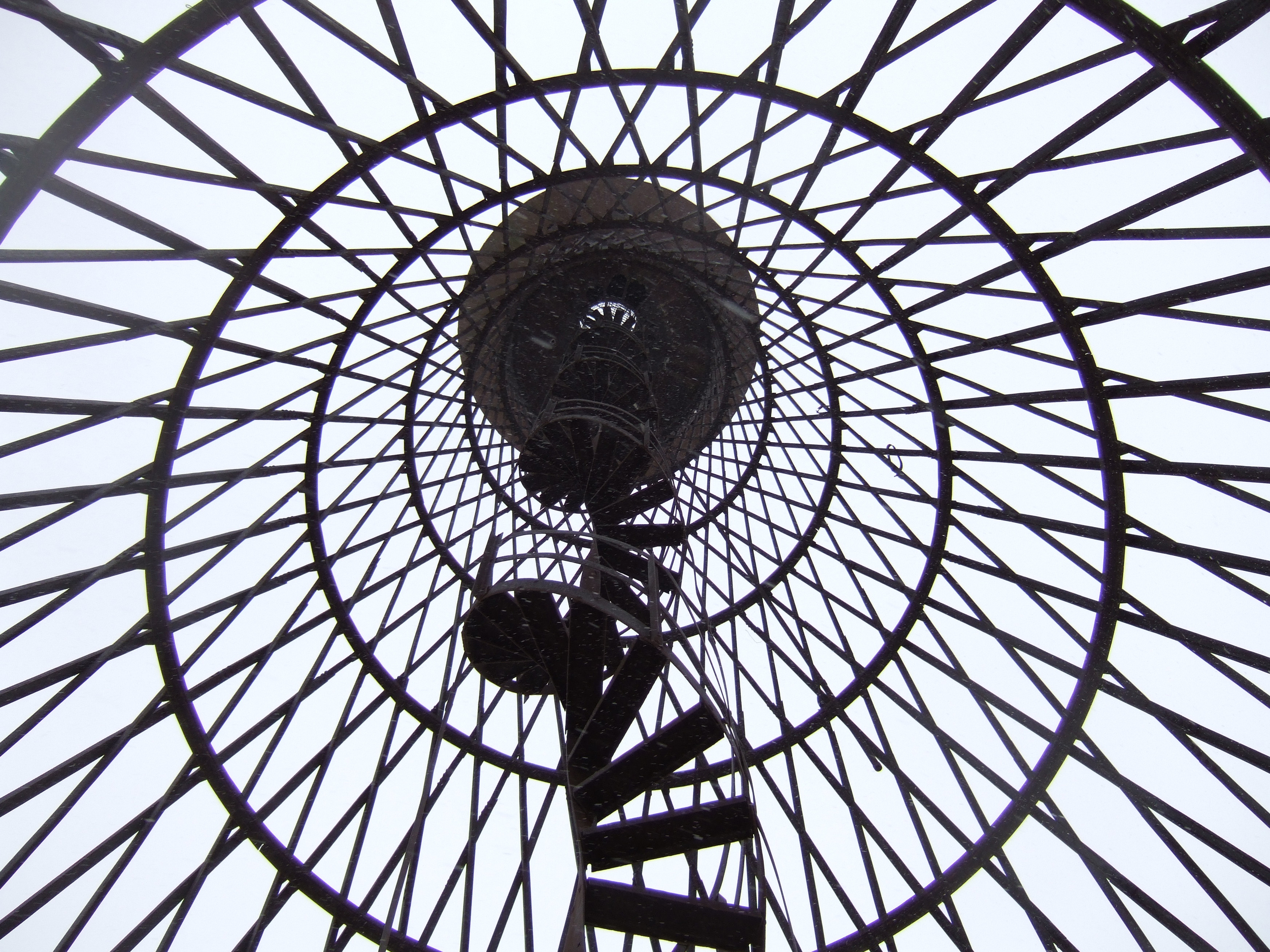
2008
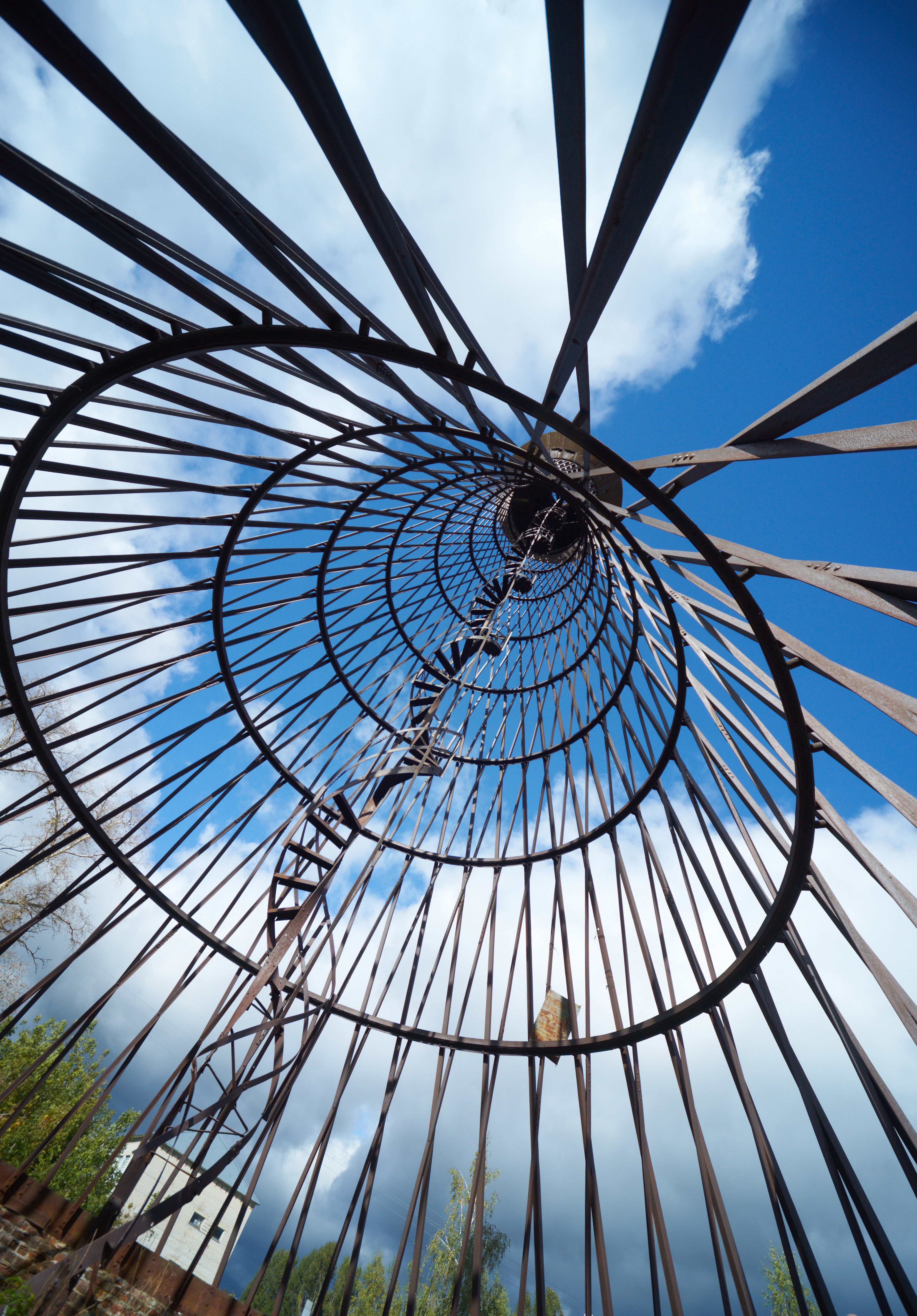
2012